# Родичи (деревня)
Родичи — деревня в Котельничском районе Кировской области, административный центр Родичевского сельского поселения.

## География
Располагается на расстоянии примерно 8 км по прямой на юго-запад от райцентра города Котельнич.

## История
Известна с 1802 года как починок Мирона Смертина с 2 дворами. В 1873 году здесь (деревня Мирона Смертина или Родичи) было отмечено дворов 6 и жителей 60, в 1905 (уже починок) 12 и 71, в 1926 (снова деревня) 13 и 83, в 1950 12 и 40, в 1989 проживало 214 жителей. Настоящее название утвердилось с 1939 года.

## Население
Постоянное население  составляло 310 человек (русские 88%) в 2002 году, 264 в 2010.